# Pablo Pérez Zañartu
Pablo Pérez Zañartu (Santiago, 30 de abril de 1915-Santiago, 28 de noviembre de 1987), fue un profesor, ingeniero y empresario chileno, ministro de Estado del presidente Jorge Alessandri.

## Primeros años de vida
Es hijo de Osvaldo Pérez Valdés y Marta Luisa Zañartu Íñiguez. Estudió en el Colegio San Ignacio de la capital y más tarde en el Instituto Pedagógico de la Universidad de Chile, donde se tituló de profesor en el año 1937. En la misma casa de estudios obtendría, dos años después, el título de ingeniero civil.

### Matrimonio e hijos
Casado con Mariana de Jesús Cruz Costa (Talca, 1925- Santiago, 2014) con quien tuvo 11 hijos; que son Mariana, Bernardita, María Loreto, Ana María, Pablo, Carmen Gloria, Andrés, Ximena, Cristián, Matías y José Tomás. De ellos nacieron 51 nietos.

## Vida privada y pública
En 1940 viajó a los Estados Unidos, donde trabajó como ingeniero en empresas primero en Nueva York (W.R. Grace y Cía) y luego en Pensilvania (Morgan Smith). Luego pasó a la estatal Corporación de Fomento de la Producción (Corfo), adonde ingresó como segundo jefe de la División de Ingeniería Eléctrica.
En 1958 ocupó la cartera de Obras Públicas en el primer gabinete de Jorge Alessandri.
Ya en Endesa, filial de Corfo, escaló hasta convertirse en jefe del Departamento de Exportación y luego en subgerente de Exportación.
Fue académico en la Escuela de Artes y Oficios (EAO) y en la Universidad de Chile.
En la década de 1970 dejó la empresa y partió a trabajar a Bolivia en la compañía eléctrica nacional.
En sus últimos años administró la fortuna que logró forjar a través de diversos negocios entre los que destaca, por lejos, su participación en la distribuidora de energía Compañía General de Electricidad (CGE) de Chile, de la que llegó a tener directamente un 2,7% y de la que su familia hoy maneja cerca de un 10%, siendo miembro del pacto controlador.

## Muerte
Falleció en Santiago de Chile a los 72 años de edad. Se le considera el patriarca de lo que en la actualidad se conoce como grupo Pérez Cruz, con inversiones que van desde el sector inmobiliario y de eventos, hasta el pecuario y vitivinícola, pasando por el de la distribución de gas a través de Gasco.

 Sus hijos lo recuerdan como : 

En esta fecha tan especial, cuando se cumple un siglo del nacimiento de nuestro padre y un mes de la partida de nuestra madre, queremos dar un testimonio de agradecimiento a Dios, por nuestros padres, por la familia que nos dieron , los valores cristianos inculcados, el cariño y amor a la patria, y el don de la Fe.